# Семенчино
Семе́нчино (чув. Шӑнчас) — деревня в Козловском районе Чувашской Республики России. Входит в состав Янгильдинского сельского поселения.

## География
Неподалёку (750 м) расположено село Янгильдино. Семенчино находится на высоте 142 м над уровнем моря.

## История
В Чебоксарском уезде Казанской губернии Семенчино относилось к Богородской волости. В 1873 году в деревне открылась школа Казанского миссионерского общества «Братства святителя Гурия». Известно, что в 1886—1887 учебном году в Семенчинской школе было 40 учеников (35 мальчиков и 5 девочек). По переписи населения 1897 года в деревне Семенчино проживали 254 мужчины и 284 женщины. В 1912—1914 гг. в деревне было выстроено и открыто земское двухкомплектное училище. В 1919 году земское училище было преобразовано в начальную школу первой ступени с пятилетним сроком обучения. В 1922 году в деревне была построена православная церковь св. Николая Чудотворца, затем была переоборудована под сельский клуб и закрыта в 1930 году. С 1932 года в этом здании находилась и школа. Позже школа была семилетней и восьмилетней; с 1960-х гг. филиал Янгильдинской средней школы; в 1973 году школа была закрыта..В XXI веке на месте бывшей Семенчинской школы была выстроена часовня, освящена во имя св. Николая Чудотворца 15 мая 2010 года.

## Население
| 2010 | 2012 |
| ---- | ---- |
| 160  | ↗169 |

В Семенчино проживают 154 человека, есть 79 домов

### Известные уроженцы
- Моссолов, Семён Андреевич — лауреат Сталинской премии.
- Смолин, Анатолий Семёнович — советский и российский деятель культуры.